# Tournoi Black Stars
Le Tournoi Black Stars est un tournoi amical international de football qui se déroule à Paris, exactement à Créteil, en France.
Crée en 1984 et disparu en 2001, ce tournoi est organisé par l'Association Sportive et Culturelle Black Stars.

## Histoire
Cette compétition est apparue en 1984, avec 4 équipes françaises:
- Club Colonial (Martinique).
- US Baie Mahault (Guadeloupe).
- US Malakoff.
- Stade Français 92.

Cette éditions a été déroulée au stade Jean Bouin de Paris.
Depuis 1988 le tournoi se déroule au stade Stade de la Porte de Montreuil.

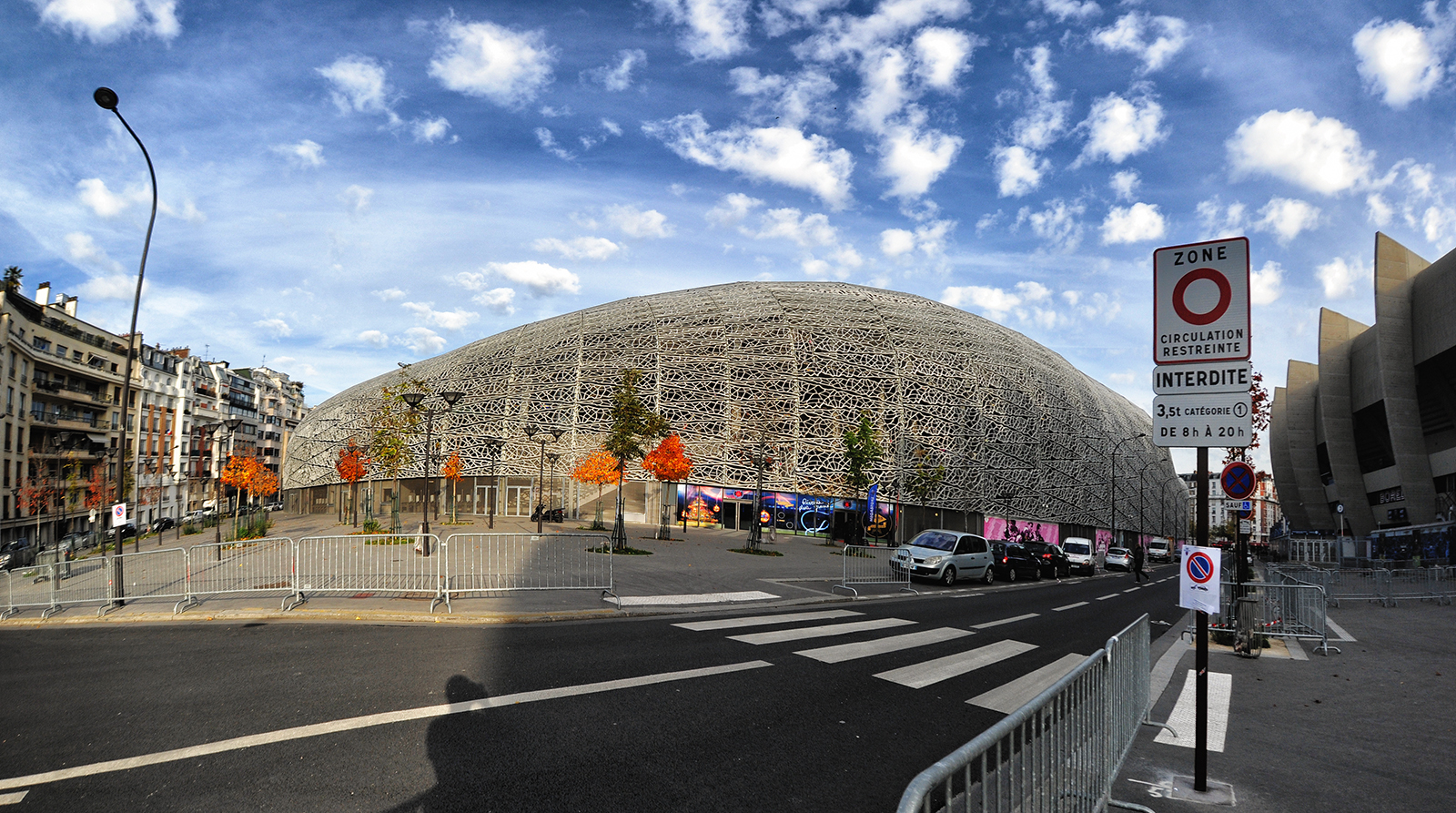
Stade Jean-Bouin (Paris)
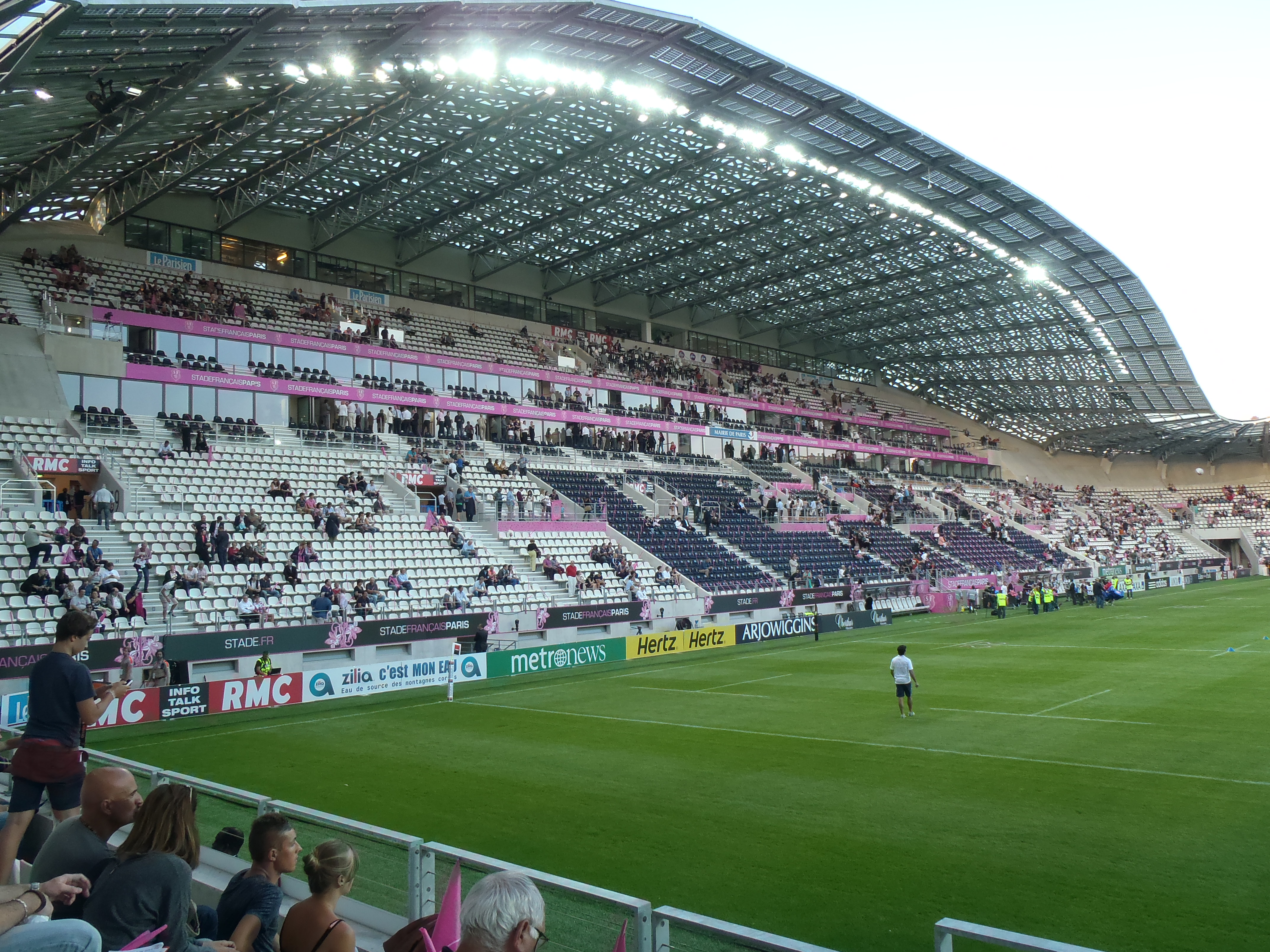
Stade Jean-Bouin (Paris)
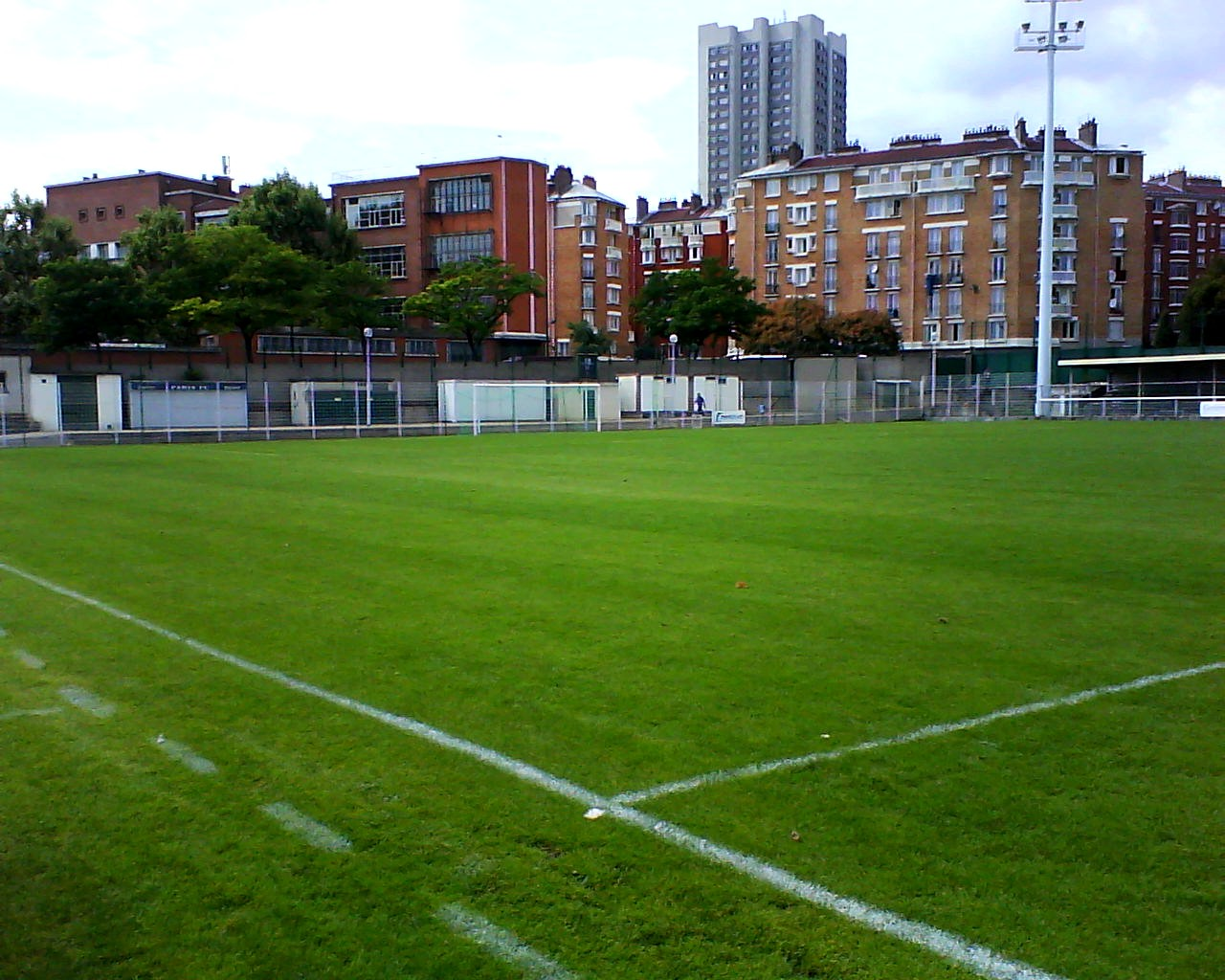
Stade de la Porte de Montreuil

## Format
Le Tournoi Black Stars se compose de 4 équipes participantes, qui s'affrontent en demi-finale puis en finale, plus un match pour la 3e place.

## Palmarès
| No | Année | Vainqueur                            | Finaliste            | Score | Stade                 | Autres participants                              |
| -- | ----- | ------------------------------------ | -------------------- | ----- | --------------------- | ------------------------------------------------ |
| 1  | 1984  | Club Colonial                        |                      |       | Jean-Bouin            | US Malakoff US Baie Mahault Stade Français 92    |
| 2  | 1985  | France Universitaire                 | Guadeloupe           |       | Jean-Bouin            | ASEC Abidjan (3e) Club Colonial (4e)             |
| 3  | 1986  | Guyane                               | La Réunion           | 0 - 0 | Jean-Bouin            | Guadeloupe Stade Rennes                          |
| 4  | 1987  | Guadeloupe                           | La Réunion           | 3 - 0 | Jean-Bouin            | Sénégal Espoirs Guyane                           |
| 5  | 1988  | SC Bastia                            | Guadeloupe           | 0 - 0 | La Porte de Montreuil | La Réunion (3e) Togo (4e)                        |
| 6  | 1989  | SC Bastia (2)                        |                      |       | La Porte de Montreuil | Guadeloupe Geldar Kourou La Réunion              |
| 7  | 1990  | Guadeloupe (2)                       | Martinique           | 1 - 0 | La Porte de Montreuil | Gabon (3e) Stade de Reims (4e)                   |
| 8  | 1991  | Martinique                           | En avant de Guingamp | 1 - 0 | La Porte de Montreuil | Zaïre (3e) USS Tamponnaise (4e)                  |
| 9  | 1992  | Guadeloupe (3)                       | Congo                | 1 - 1 | La Porte de Montreuil | Haïti Geldar Kourou                              |
| 10 | 1993  | La Réunion                           | Wydad AC             | 0 - 0 | Dominique-Duvauchelle | Burkina Faso (3e) Guadeloupe (4e)                |
| 11 | 1994  | Black Stars de France                | Côte d'Ivoire        | 3 - 1 | La Porte de Montreuil | Club Africain Club Franciscain                   |
| 12 | 1995  | Sélection antillaise d'Ile-de-France |                      |       | La Porte de Montreuil | ASC Agricole Guadeloupe Black Stars de Paris     |
| 13 | 1996  | UD Oliveirense                       | Saint-Pierroise      | 2 - 0 | La Porte de Montreuil | Mali (3e) US Robert (4e)                         |
| 14 | 1997  | Club Franciscain                     | CS Constantinois     |       | La Porte de Montreuil | AS Diaraf AS Siroco des Abymes                   |
| 15 | 1999  | Club Franciscain (2)                 |                      |       | La Porte de Montreuil | UD Oliveirense AS Marsouins Black Stars de Paris |
| 16 | 2001  | Mali                                 | Club Franciscain     | 4 - 0 | La Porte de Montreuil | Madagascar (3e) Black Stars (4e)                 |

### Palmarès par nation
| Pays                                                         | Victoires | Finales disputées |
| ------------------------------------------------------------ | --------- | ----------------- |
| France                                                       | 13        | 8                 |
| Guyane Portugal Mali                                         | 1         | 0                 |
| Algérie Maroc République du Congo Côte d'Ivoire Burkina Faso | 0         | 1                 |

## Équipes participantes par Continent
Afrique
| Continent | Pays          | Équipe                                                 |
| --------- | ------------- | ------------------------------------------------------ |
| Afrique   | Algérie       | CS Constantinois                                       |
| Afrique   | Burkina Faso  | Burkina Faso                                           |
| Afrique   | Congo         | Congo                                                  |
| Afrique   | Côte d'Ivoire | ASEC Abidjan Côte d'Ivoire                             |
| Afrique   | Gabon         | Gabon                                                  |
| Afrique   | FR-La Réunion | La Réunion USS Tamponnaise Sait-Pierroise AS Marsouins |
| Afrique   | Madagascar    | Madagascar                                             |
| Afrique   | Mali          | Mali                                                   |
| Afrique   | Maroc         | Wydad AC AS Crédit Agricole                            |
| Afrique   | Sénégal       | Sénégal Espoirs AS Diaraf                              |
| Afrique   | Togo          | Togo                                                   |
| Afrique   | Tunisie       | Club Africain                                          |
| Afrique   | Zaïre         | Zaïre                                                  |

Amérique
| Continent | Pays       | Équipe                                              |
| --------- | ---------- | --------------------------------------------------- |
| Amérique  | Martinique | Club Colonial Martinique Club franciscain US Robert |
| Amérique  | Guadeloupe | US Baie-Mahault Guadeloupe AS Siroco des Abymes     |
| Amérique  | Guyane     | Guyane Geldar Kourou                                |
| Amérique  | Haïti      | Haïti                                               |

Europe
| Continent | Pays     | Équipe |
| --------- | -------- | --- |
| Europe    | France   | US Malakoff Stade français 92 France universitaire Stade Rennais SC Bastia Stade Reims En avant de Guingamp Black Stars (France-Paris-Int) Sélection antillaise d'Île-de-France |
| Europe    | Portugal | UD Oliveirense |